# 讷伊条约

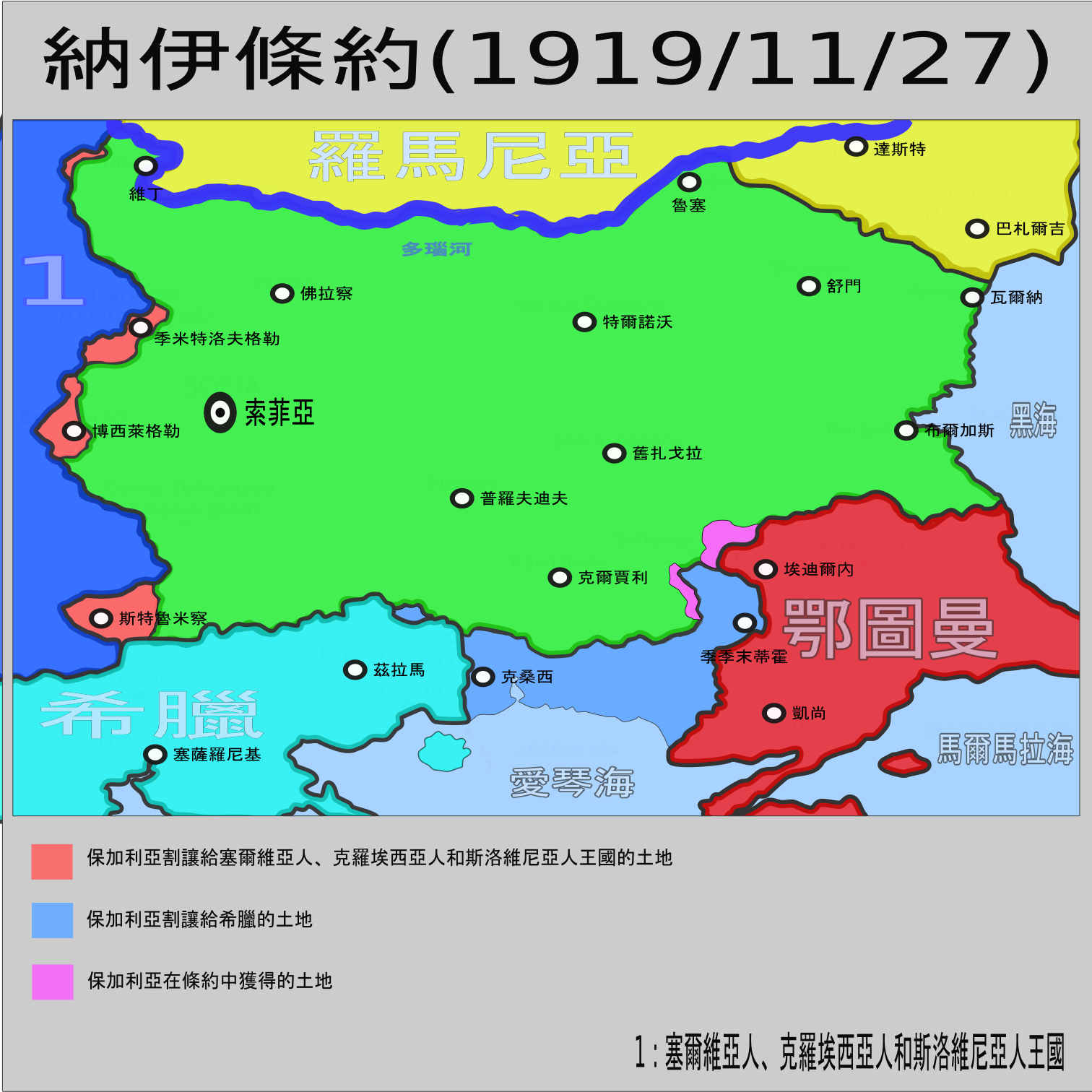
讷伊条约簽訂後的保加利亞

讷伊条约（法语：Traité de Neuilly），全稱 塞納河畔納伊條約 ( 法語：Traité de Neuilly-sur-Seine )，指的是在第一次世界大战结束后，于1919年11月27日，协约国和保加利亚王国之间签订的一份条约。条约的签署地是在法国首都巴黎近郊的城市塞纳河畔讷伊。

## 背景
保加利亞於一九一五年十月十四日加入第一次世界大戰，與奧匈帝國一起入侵塞爾維亞,並在這場戰役獲得大量領土。
一九一八年九月, 隨著瓦爾達爾攻勢的開始，整條馬其頓戰線徹底崩潰，沙皇斐迪南一世被迫向協約國求和，二十九日保加利亞於塞薩洛尼基簽訂停戰協定。

## 条约的主要内容
- 保加利亚承认第二次巴尔干战争后签订的布加勒斯特条约内容，正式放弃南多布罗加。
- 保加利亞與希臘簽訂人口互換的協議
- 将蒂莫克河流域、察里布罗德（Цариброд，现塞尔维亚季米特洛夫格勒）、博西莱格勒、斯特鲁米察等地区割让给塞爾維亞人、克羅埃西亞人和斯洛維尼亞人王國 （日後的南斯拉夫王國）
- 将西色雷斯割让给希腊王国，這使保加利亞喪失其唯一愛琴海出海口。
- 支付一億英鎊的赔偿金。考慮到保加利亞戰後經濟情況，該項將被降低百分之75[1]
- 军队的人数限制在2萬人以内，並且不得拥有海军和空军。
- 承認塞爾維亞人、克羅埃西亞人和斯洛維尼亞人王國的存在。

上述條件自1920年8月9日開始強制執行
因該條約，保加利亞損失了大量的領土，包括擁有大量保族人口的季米特洛夫格勒、博西莱格勒。
條約的簽訂儀式於塞納河畔訥伊的市政廳舉行。

## 後果
在保加利亞，納伊條約被視為第二次國難，帶來的憤怒感及屈辱感甚至比布加勒斯特条约還要高，使得國內普遍產生了復仇情緒。一些較為激進的保加利亞人選擇加入了馬其頓內部革命組織，該組織所進行的恐怖活動大大破壞了了整個戰間期巴爾幹半島的穩定性，南斯拉夫國王亞歷山大一世的暗殺就是最好的例子。
二戰開始後，強烈的領土收復主義與希特勒的脅迫下使得保加利亞王國在一九四一年加入了軸心國。